# Carlos Lindenberg
Carlos Fernando Monteiro Lindenberg (* 13. Januar 1899 in Cachoeiro de Itapemirim, Espírito Santo; † 6. Januar 1991 in Vitória, Espírito Santo) war ein brasilianischer Politiker, der unter anderem von 1947 bis 1951 sowie erneut 1959 Gouverneur von Espírito Santo war.

## Leben

### Familiäre Herkunft, Abgeordneter und Bundesstaatsminister
Carlos Fernando Monteiro Lindenberg war der Sohn des Ingenieurs Carlos Adolfo Lindenberg und dessen Ehefrau Bárbara Lindenberg. Seine Onkel Jerônimo de Sousa Monteiro war zwischen 1908 und 1912 Präsident des Bundesstaates Espírito Santo, während sein Onkel Bernardino de Sousa Monteiro von 1916 bis 1920 Präsident des Bundesstaates Espírito Santo war. Er selbst besuchte die Escola Pública Municipal da Fazenda Monte Líbano in Cachoeiro de Itapemirim, das Colégio Verbo Divino sowie das Colégio Santa Rosa in Niterói. Danach nahm er 1917 eine Tätigkeit als Hilfssekretär am Ginásio Espírito Santo auf und wechselte von 1918 bis 1920 in das Finanzministerium. Zugleich war er zwischen 1919 und 1924 Verwalter der Fazenda Monte Líbano in Cachoeiro do Itapemirim, die im Besitz seiner Großmutter Henriqueta Rios de Souza war. Er absolvierte zudem ein Studium an der Juristischen Fakultät der Universidade Federal do Rio de Janeiro (UFRJ), das er am 5. Januar 1922 abschloss.
Lindenberg nahm nach seiner anwaltlichen Zulassung zudem eine Tätigkeit als Rechtsanwalt in der Anwaltskanzlei Fundão & Cia auf und war Mitglied der Anwaltsvereinigung des Bundesstaates (Ordem dos Advogados do Estado do Espírito Santo). Daneben war er zwischen 1930 und 1934 Vorsitzender des Nationalen Handelsverbandes (Junta Nacional da Associação Comercial), 1931 Mitglied der Untersuchungskommission (Comissão de Sindicâncias) sowie von 1932 bis 1933 Vize-Vorsitzender des Handelsverbandes von Espírito Santo (Associação Comercial do Espírito Santo). Am 14. November 1933 wurde er als Kandidat der Sozialdemokratischen Partei PSD (Partido Social Democrático) erstmals Mitglied der Abgeordnetenkammer (Câmara dos Deputados). Er verzichtete am 23. April 1935 auf sein Abgeordnetenmandat, nachdem er zum Finanzminister (Secretário da Fazenda) der Regierung des Bundesstaates Espírito Santo ernannt worden war. Er bekleidete dieses Amt in der Regierung von João Punaro Bley bis 1937 und war ferner zwischen 1936 und 1939 in dessen Regierung auch Landwirtschaftsminister (Secretário da Agricultura). Er war zwischen 1941 und 1945 Präsident des Vermittlungs- und Beurteilungsausschusses (Junta de Conciliação e Julgamento) in Vitória. Am 5. Februar 1946 wurde er wieder Mitglied der Abgeordnetenkammer und gehörte dieser bis 1947 an.

### Gouverneur und Senator
Am 29. März 1947 wurde Carlos Lindenberg als Nachfolger von Moacir Ubirajara da Silva erstmals Gouverneur von Espírito Santo und bekleidete dieses Amt bis zum 31. Januar 1951, woraufhin Jones dos Santos Neves seine Nachfolge antrat.
Im Anschluss wurde er für die PSD erstmals Mitglied des Bundessenats (Senado Federal) und gehörte diesem als Vertreter des Bundesstaates Espírito Santo bis 1959 an. Am 31. Januar 1959 übernahm er als Nachfolger von Francisco Lacerda de Aguiar zum zweiten Mal das Amt als Gouverneur des Bundesstaates Espírito Santo und hatte dieses bis zu seinem Rücktritt am 10. Oktober 1959 inne, woraufhin Vizegouverneur Raul Giuberti das Amt des Gouverneurs kommissarisch übernahm.
Zuletzt wurde Lindenberg 1959 wieder Mitglied des Bundessenats. Bei der darauf folgenden Wahl 1966 wurde er nunmehr für die Nationale Erneuerungsallianz ARENA (Aliança Renovadora Nacional) wiedergewählt und gehörte dem Bundessenat auch in der Legislaturperiode 1967 bis 1975 als Mitglied an. Sein Sohn ist der Journalist Carlos Fernando Lindenberg Filho.

## Hintergrundliteratur
- Amylton de Almeida: Carlos Lindenberg. Um estadista e seu tempo, Vitória 2010, ISBN 978-8598-9-2806-7